# NHK Educational TV
NHK Educational TV (NHK教育テレビジョン?, NHK Kyōiku Terebijon) è una emittente televisiva giapponese, il secondo servizio televisivo di NHK (Japan Broadcasting Corporation) e la "sorella" di NHK General TV. Trasmette maggiormente programmi di natura educativa, culturale e intellettuale e periodicamente anche anime. NHK mostra il logo NHK E nella parte in alto a destra dello schermo per le sue trasmissioni digitali. Nel 2010, NHK iniziò ad utilizzare l'abbreviazione ītere (Eテレ?).